# Малока

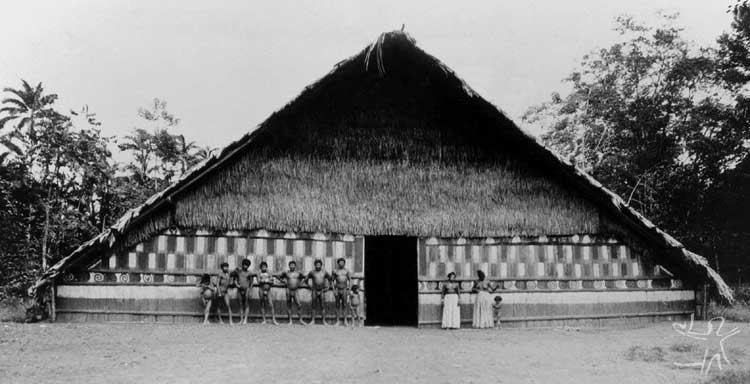
Традиційні малока американських індіанців групи народів. Світлина 1931 року

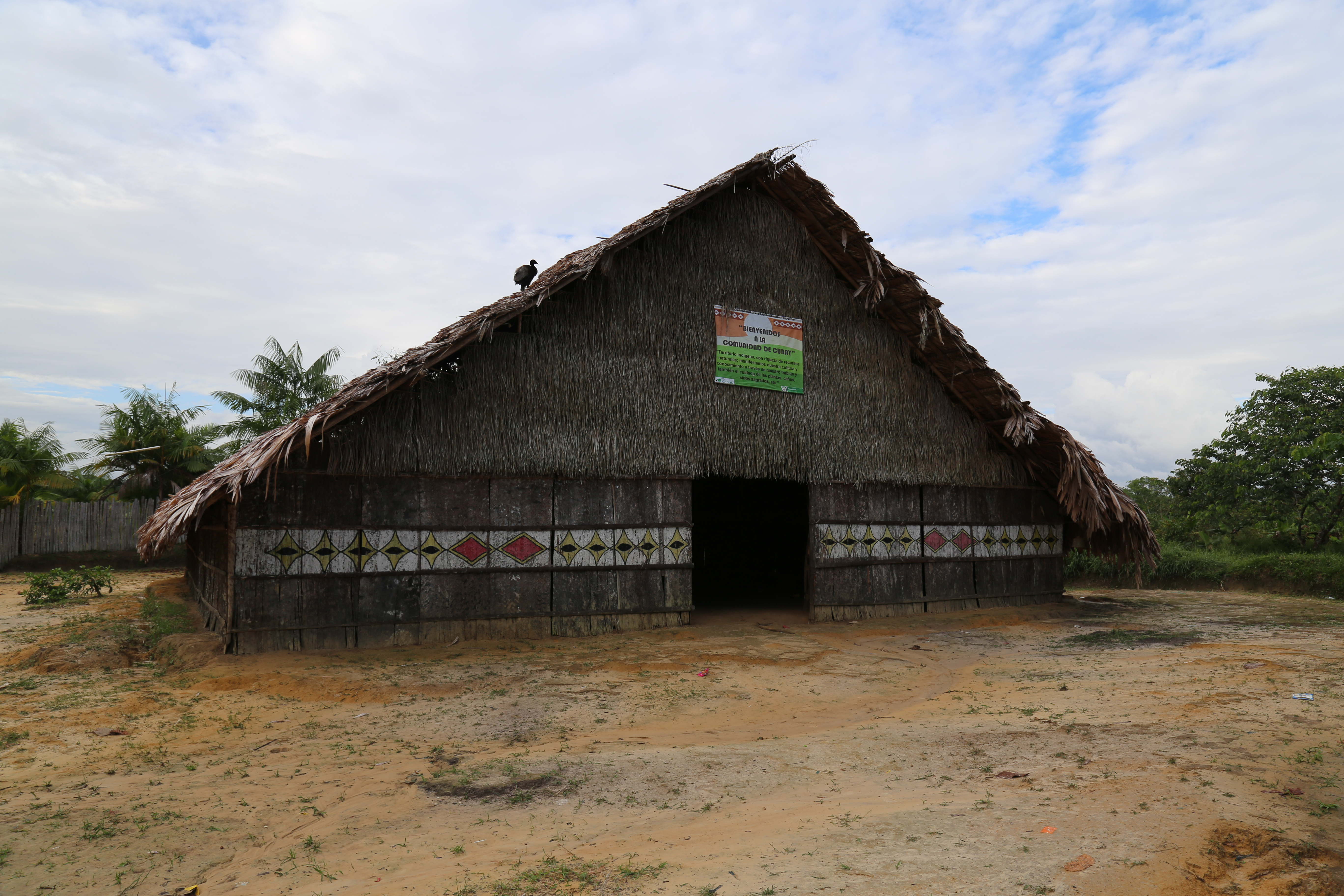
Малока індіанців північно-західної Амазонії (Ваупес, Колумбія)

Малока (англ. malocas, ісп. Maloca; məˈləʊkə) — тип хатини, велике общинне житло в індіанців тропічних лісів Південної Америки; саме село, що складається з однієї-двох таких хатин. Поширене в Колумбії та Бразилії. У кожного племені свій вид малоки з унікальними характеристиками, які допомагають відрізняти один народ від іншого. Наприклад, народність енавене-наве в Мату-Гросу в Бразилії, юкуна або чибча в Колумбії.

## Етимологія
Походження слова «малока» невідоме, можливо, це слово походить від мовою тупі mar'oca («дім війни», «військовий корпус», «індіанська ферма»). Ймовірно, «малока» походить від мовою мапуче malocan (чит. «малокан», пер. — «ворогувати»). Раніше бразильською португальською, аргентинською іспанською, уругвайською іспанською мовами слово малока вживалося в значенні «несподівана атака індіанців» мапуче на малоки інших племен (XVII — початок XIX століть). Зміна сенсу від «нападу» до «житла», ймовірно, відбулася після упокорення корінного населення аргентинських пампасів і поширилася на північ.
Інше використання
У Ріу-Гранді-ду-Сул термін «малока» широко використовувався до кінця 1990-х років для позначення жител, побудованих із підручних матеріалів, незвичайних за конструкцією, від дерева до картону та полотна.
Зміщення значення maloca
Малока є священним простором, задуманим як «Пояс формування істоти», «Жінка Мудрості» або «будинок Всесвіту», також званий Канса Марія, Унгума, Чумсуа, Богіо, Тамбо тощо, залежно від найменування, даного кожному ритуальному простору, етнічній приналежності, культури чи корінним народам. Вся малока побудована для громади і є «самим життям». Там, у граничній простоті, у досконалій кардинальній орієнтації, через чоловічі та жіночі ритуальні елементи (вогонь, природну есенцію тютюну та рослинної солі), мамба-листами меленої коки, кагуани та маніоку, — крохмаль солодкої юки з фруктами, касабі — солодка тортилья з юки, тікупі й капарама — традиційні чилі та мані), порядок космосу відтворюється щодня. У малоці вожді, старійшини, шамани, зустрічаються щоночі; жінки, діти, молодь та дорослі — вся спільнота в цілому. Малока відтворює слово життя та єдності, духовну пораду, слово Батька-Матері (космос-земля). Цей життєвий акт, або мамбео, є простором-часом, в якому спільнота виражає себе серед усієї заздрості, зла, обману, ревнощів, поганих думок, поганого слова, всього, що викликає дискомфорт та дисгармонію у співіснуванні та навколишньому середовищі.
У малоці серце очищається колективно, а дух звільняється; передаються в усній формі оповіді, міфи, обряди, звичаї та традиції, даються поради дітям, молоді та дорослим; вчать роботі з чагрою (фруктовим садом), рідній мові, полюванню, ремеслам; аналізуються та обговорюються позитивні та негативні боки щоденної роботи; мудрість спланована, організована та поширена; тіло, розум і дух людей і довкілля зцілюються; добре поставлено законодавство та відновне правосуддя.

## Історія та географія
Малоки виявлено в середині XIX століття у Гвіані, північно-західній Амазонії та в деяких регіонах південніше в районі річок Пурус та Гуапоре. Першу згадку знайдено в Альфреда Воллеса (1823—1913), натураліста, теоретика еволюції та соціального критика. У його тексті згадано: бразильську португальську малоку або болівійську іспанську, аргентинську іспанську, колумбійську іспанську, венесуельську іспанську малоки, а також індіанські поселення, де мешканці проживають в одному або кількох будинках.
Протягом багатьох років ці довгі будинки були об'єктами нападу[джерело не вказане 998 днів] місіонерів-єзуїтів.

## Архітектура та конструкції

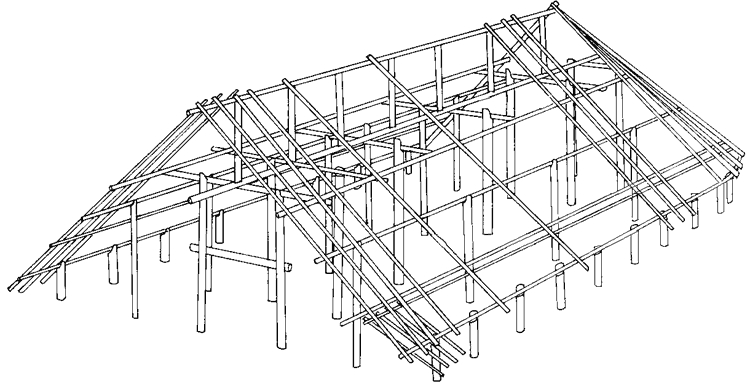
Структура будинку

Малока — традиційна хатина корінних народів лісів Амазонії, індіанська комунальна висока будівля (довгий будинок) з великим відкритим простором усередині, що підтримується чотирма стійками. Будинки, наприклад, народу тупі досягають довжини 20-30 м, висоти до 25 м. Малоку виготовляють тільки з біорозкладних матеріалів, переважно з грубої деревини, прямокутної, овальної або круглої форми в плані з двосхилим або конічним дахом, покритим пальмовим листям або травою. З південного та східного боку дах, як правило, доходить до землі. Єдиним входом є двері, обернені до сходу сонця.
Зведення малоки — тривале, важке та трудомістке заняття. Їх зводять на землі, яку готує до будівництва кожен член групи, що живе всередині. У малоці мешкає кілька поколінь, тут протікає все життя групи.
У народу яномама малока є суцільним кільцем із навісів (шабоно) навколо центральної площі. У районі Бразильського нагір'я і в Південній Амазонії малока — величезні круглі або підковоподібні в плані будівлі з центральною площею, всередині якої іноді споруджують чоловічий будинок. У народу групи вітото прямокутні малоки символізують чоловіче начало, круглі та овальні — жіноче.
У болотистих місцях будинки зводять на палях, наприклад, народ варао (варрау) та інші індіанці Венесуели, іноді палі зустрічаються і серед племен у посушливих землях та саванах.

## Організація життя

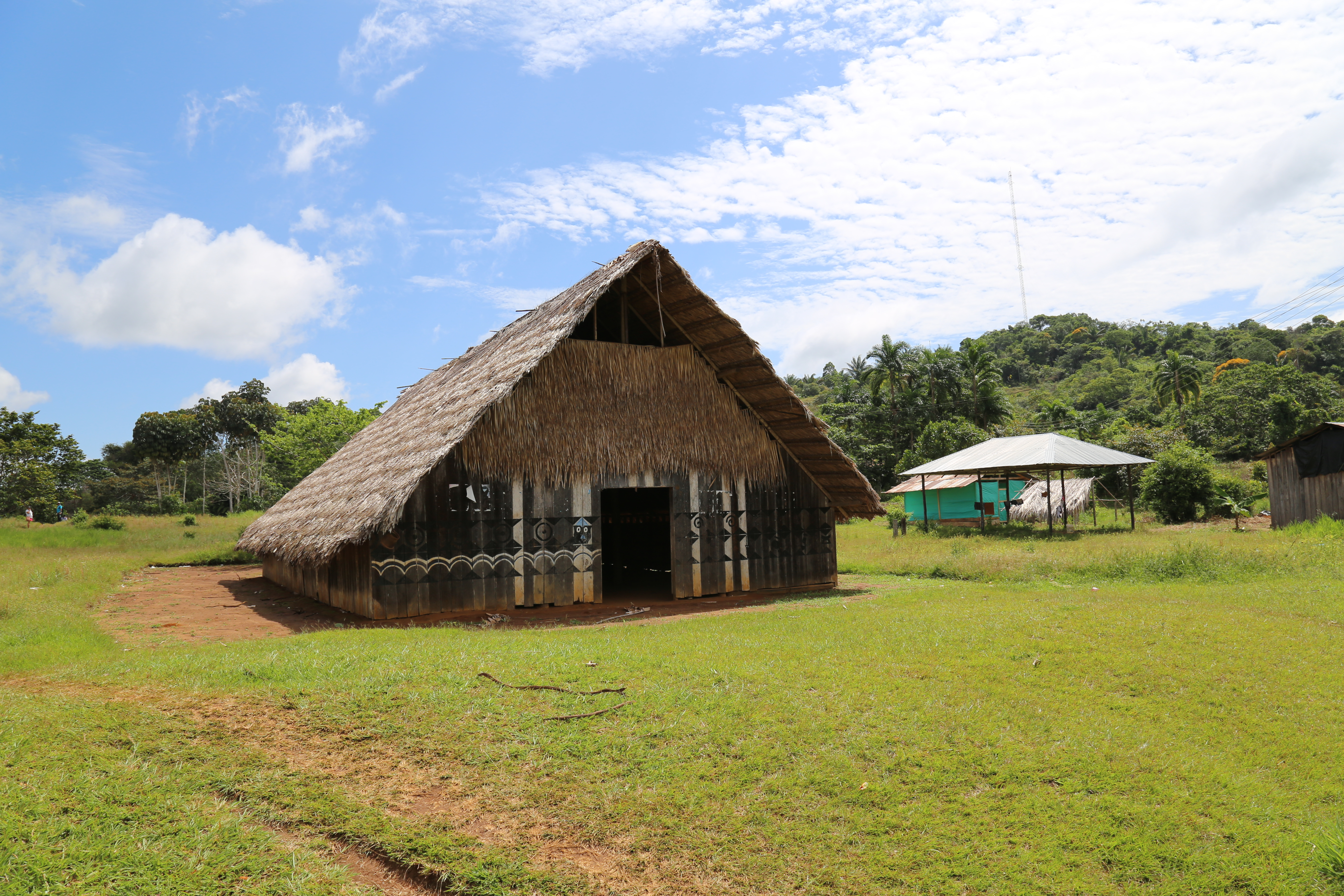
Малока корінних жителів племені мітусеньйо (Mituseño)

Будинки відбивають економічну організацію та соціальну структуру; будівлі варіюються від простих укриттів від дощу гауякі (guayakí) та вітру намбікуара (nambicuara) до великих комунальних будинків малока (malocas). У XIX столітті в общинній хатині малока проживало до 200 і більше осіб (усе плем'я). Сучасна сімейна спільнота деяких корінних народів становить від 10 до 100 осіб, які мешкають разом в одній малоці. Село складається з однієї або більше малок, поряд з ними іноді будують невеликі укриття (халупи).
Індіанці народу мура живуть на річках Мадейра, Пурус і Гуато (у верхів'ях річки Парагвай), вони проводять більшу частину року на річках і в лагунах, ловлять рибу і полюють на водних жителів, перетворивши свої каное на житла. Решту часу вони живуть у маленьких хатинах край води.
Малока у світогляді індіанців Амазонії — це зображення всесвіту, окремі частини будівлі відповідають окремим частинам простору. ЗВедення будівлі ритуалізоване та залучає всю спільноту. Декілька сімей з патрилінійними стосунками живуть разом у малоці, розташованій уздовж периметру довгого будинку в різних відсіках. У малоках немає стін, внутрішній простір ділиться відповідно до соціальних відмінностей, кожній сім'ї надається певне місце, іноді й кожному з її членів. Ватажок місцевої групи (вождь) живе з усіма, ближче до задньої стіни довгого будинку. Певні місця будівлі використовують для шаманських заклинань.
Меблі дуже прості; індіанці сплять на вертикальних нарах, також використовують гамаки. Кожна сім'я має свою піч. Малока іноді слугує сонячним годинником: крізь спеціальні щілини в даху за положеннями сонячних променів на стіні визначають пору дня. У малоках праворуч від входу встановлюють барабани кууму — дві порожні колоди, підвішені на ліанах між вкопаними в землю стовпами.
Під час фестивалів та формальних церемоній за участю в танцях чоловіків простір довгого будинку перебудовується; центр довгого будинку — найважливіша ділянка, де відбувається танець.
Одружені чоловіки та жінки сплять разом, неодружені підлітки сплять окремо, як і юні дівчатка та неодружені жінки.
Мешканці малоки сприймають себе як частину природи. Вони не ставлять себе вище за інших живих істот. Малока представляє їх зв'язок із природою, її вважають священною всі її мешканці. Чотири стовпи, які підтримують малоку, визначають місце, де буде поховано членів сім'ї після переїзду в іншу місцевість, де наново відбудовуватиметься малока.
Кочові амазонські племена руйнують малоки при переїзді, щоб не оскверняти природу покинутою будівлею. Коли дерев'яні конструкції споруди починають гнити, громада змінює регіон і починає будувати нову малоку, залишаючи цей район для відновлення ресурсів принаймні на десять років.

## Сучасне використання

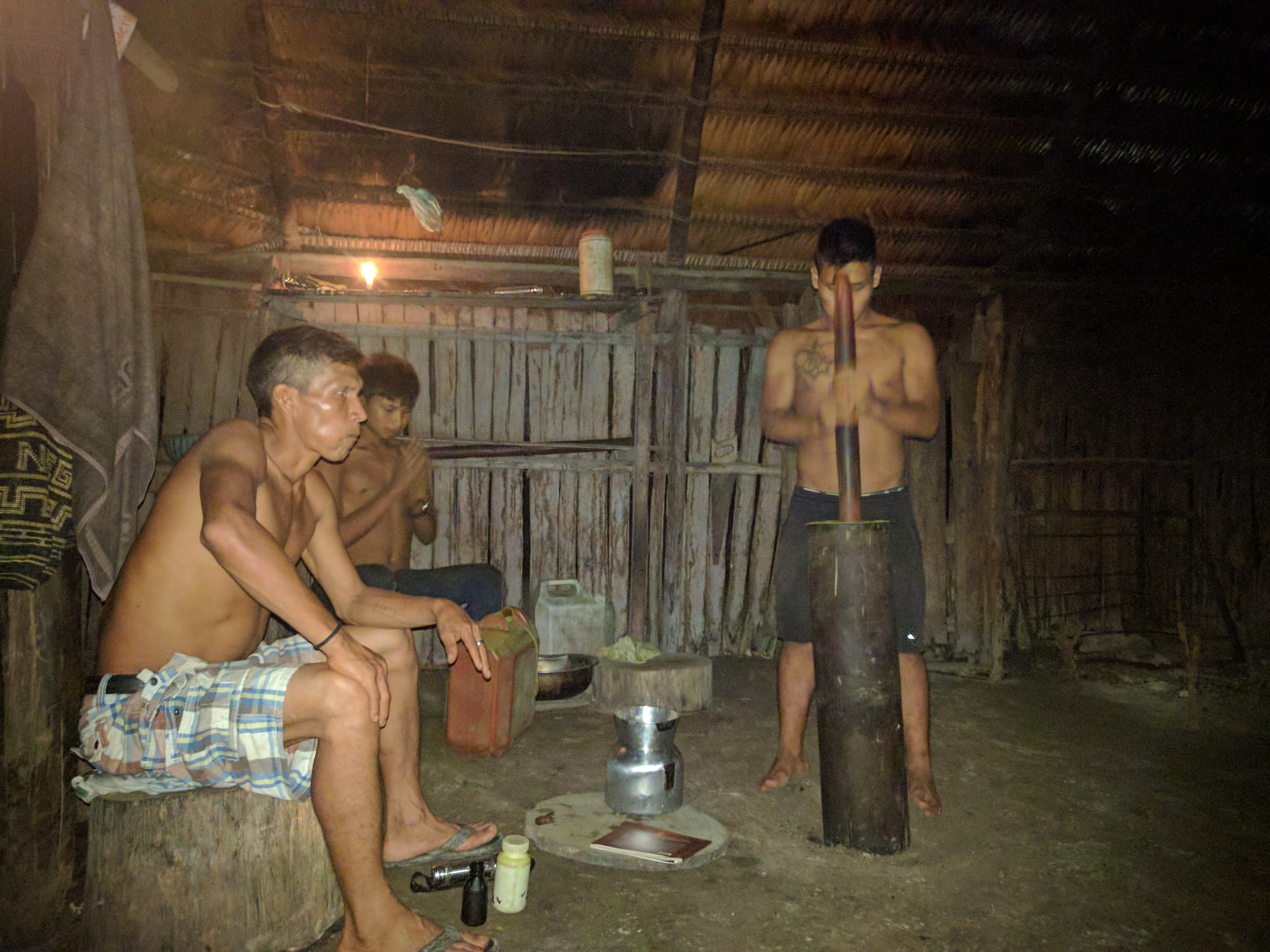
Мабала в малоці: приготування мамби у джунглях під Летісією

Нині серед корінних народів Південної Америки розвинений релігійний культ общинного великого будинку (малоки, чуруати, бааехи та інших), будівлі використовують як місця зустрічей, зборів та релігійних обрядів місцевого співтовариства, а також як житло вождів. Під час ритуальних обрядів (юрупарі) чоловіки грають на священних флейтах та горнах, у цей час жінкам у малоку вхід закрито. У малоках проводять ініціації хлопчиків і дівчаток, різні свята (наприклад, свято родючості персикової пальми, спорудження нової малоки тощо). Шамани різних ступенів (вищий — куму) під час ритуалів уживають наркотичні та галюциногенні речовини, такі як кока, тютюн, аяваска, йопо (Anadenanthera peregrina), чичу з маніоку, мамбу (курильна суміш) тощо.

## Галерея
Традиційні будівлі

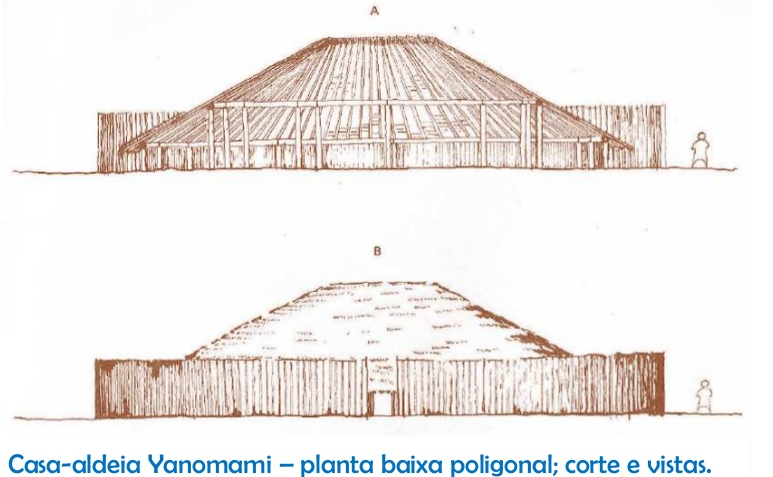
План малок індіанського племені яномама
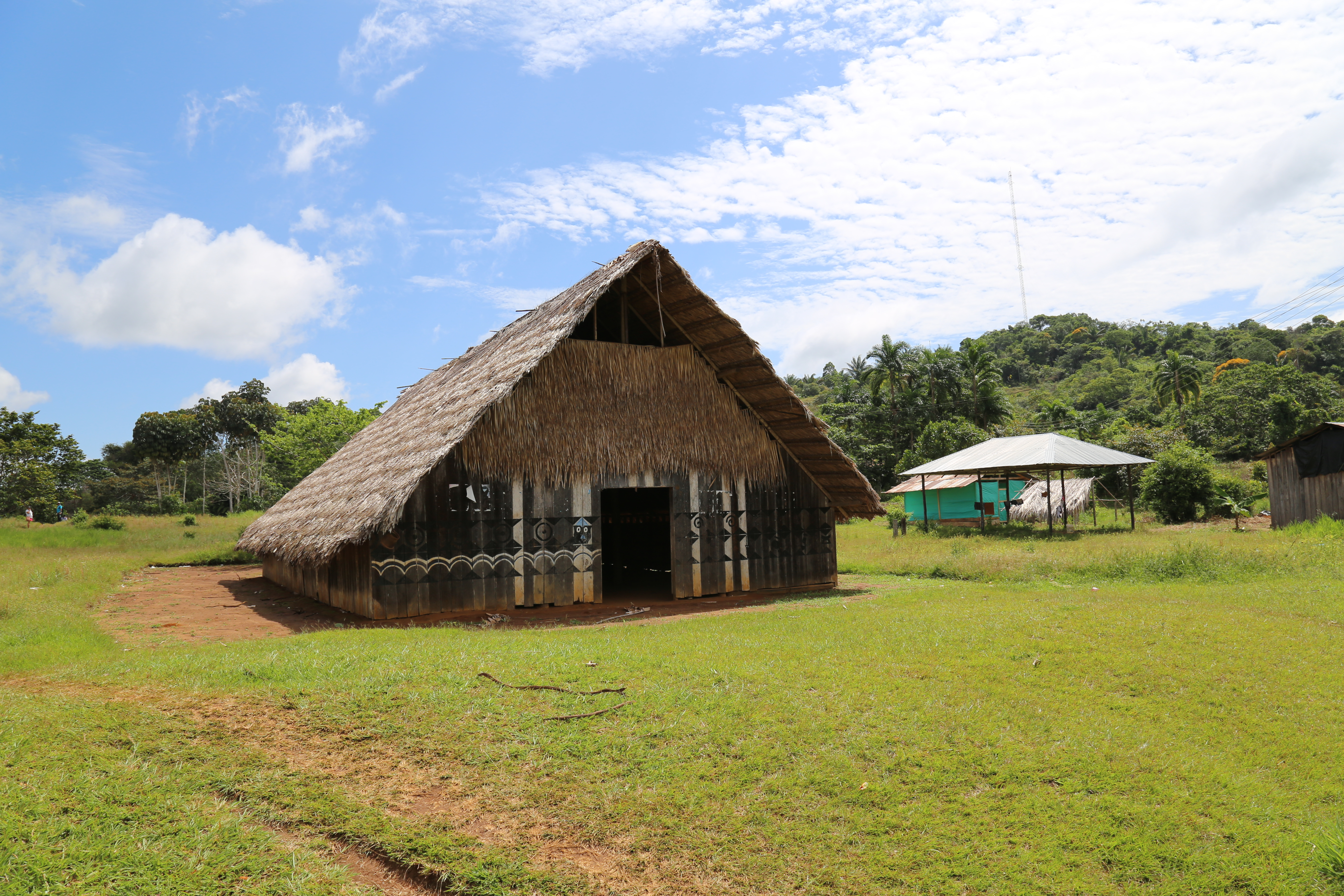
Індіанські малоки (Ваупес, Колумбія)
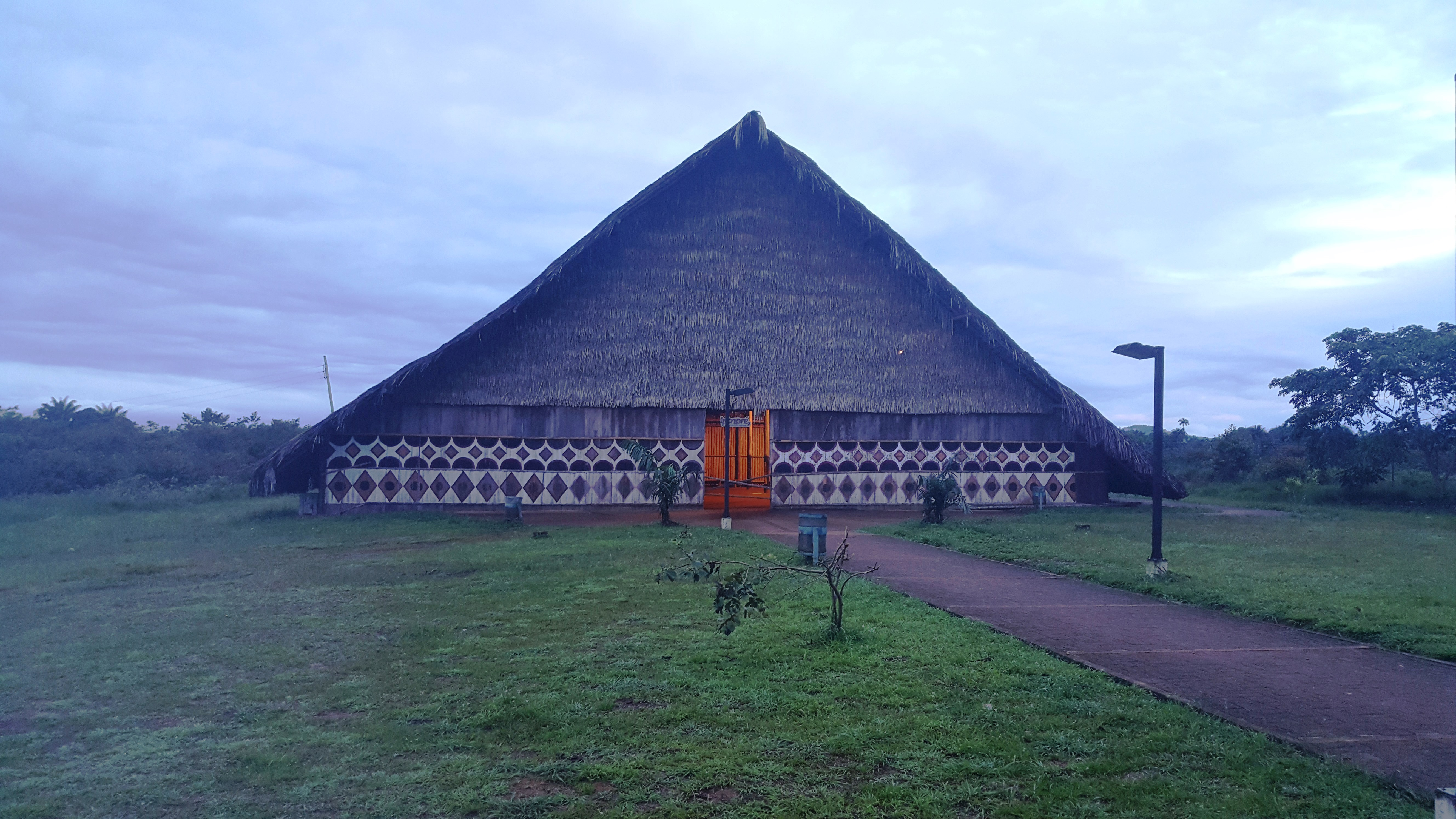
Малока (Міту[en], Колумбія)
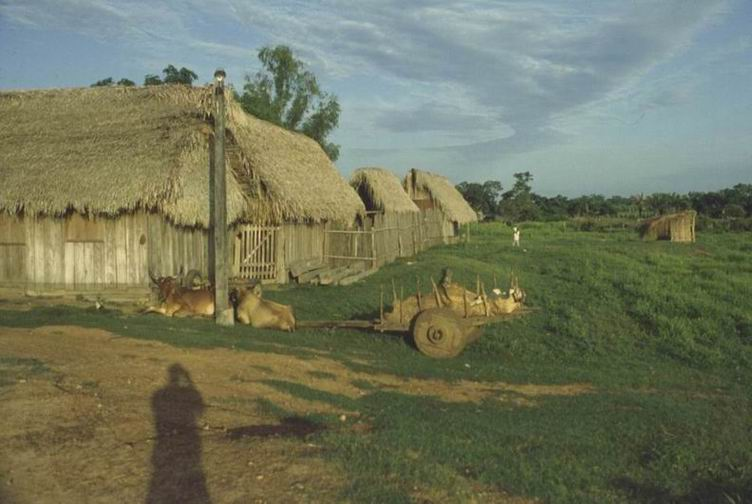
Малока
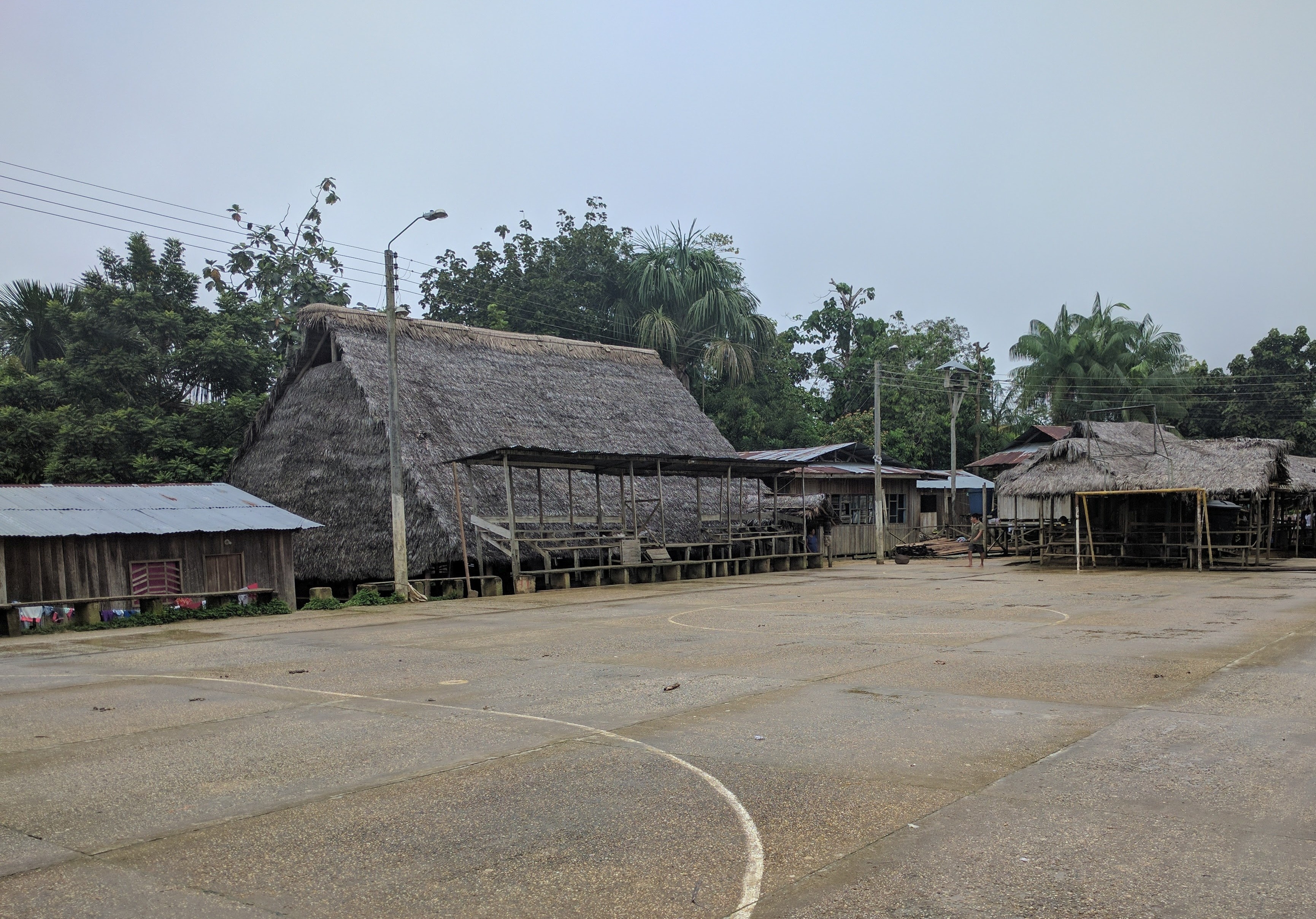
Малока в Амасонасі (Колумбія)
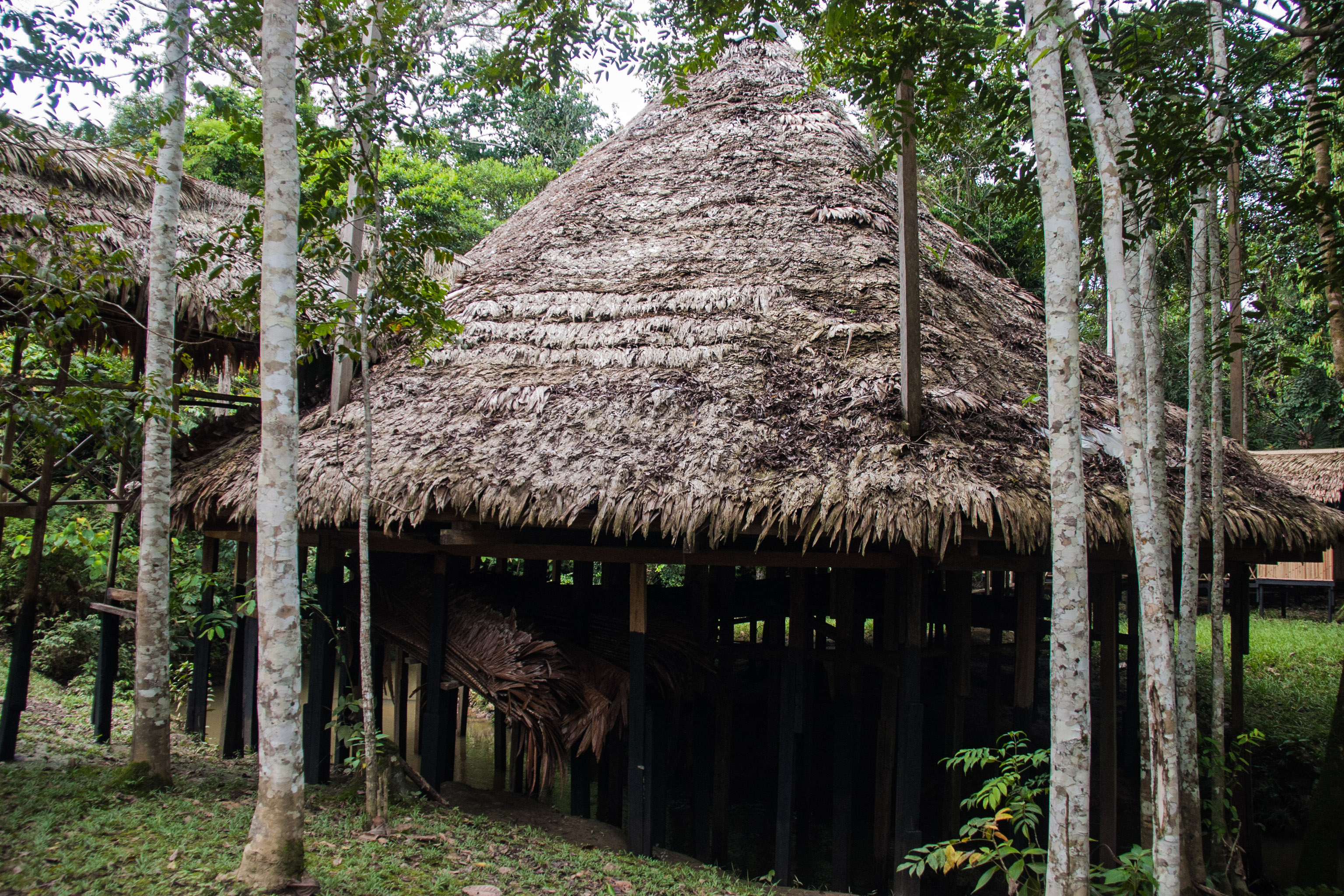
Малока в Ікітосі (Перу)
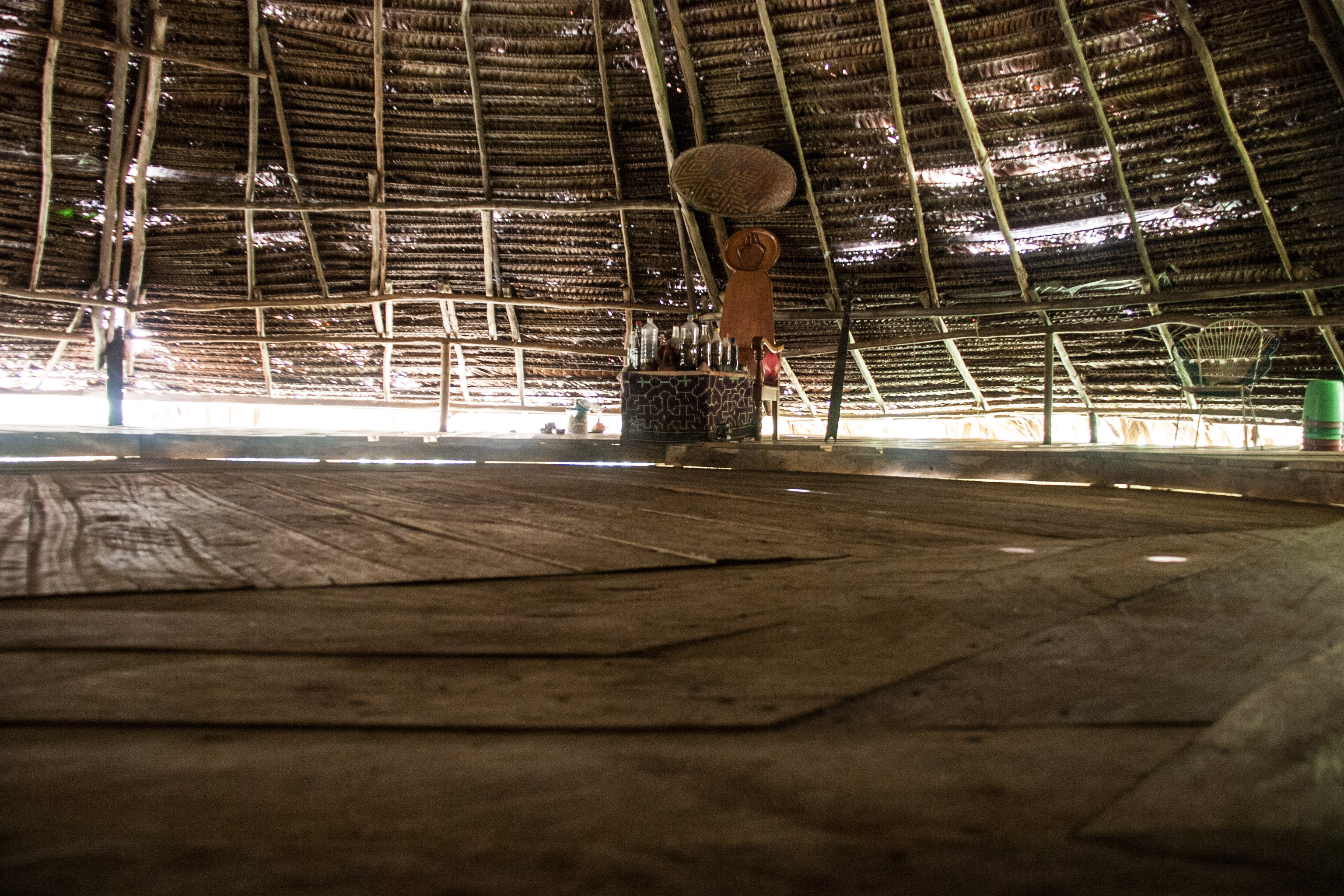
Інтер'єр малоки в Ікітосі (Перу). Зазвичай форма кругла або яйцеподібна, складається зі стовпів уздовж периметра, а дах виготовлено з переплетеного листя.

Сучасні будівлі

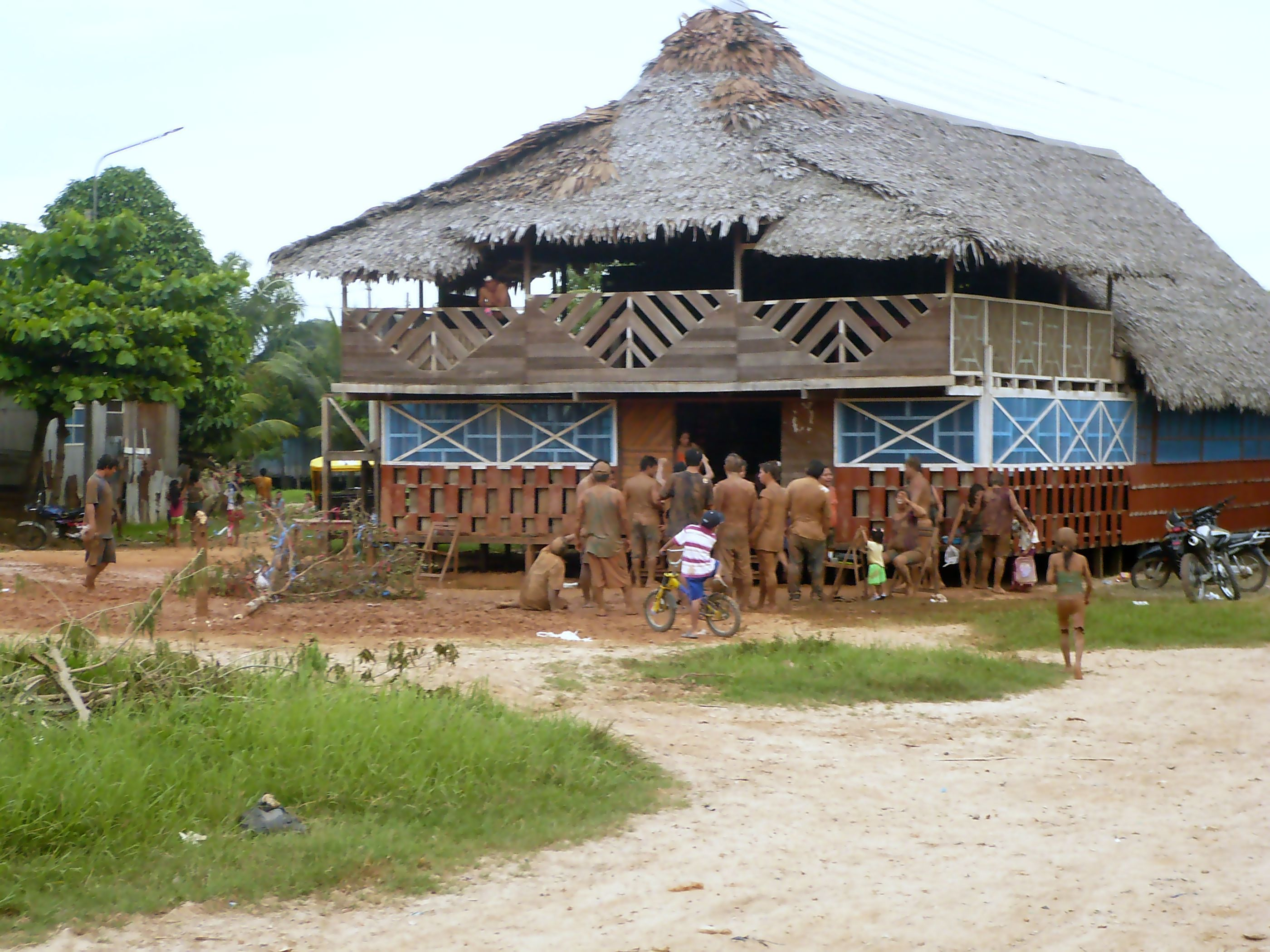
Сучасна дерев'яна малока (Пукальпа, Перу)
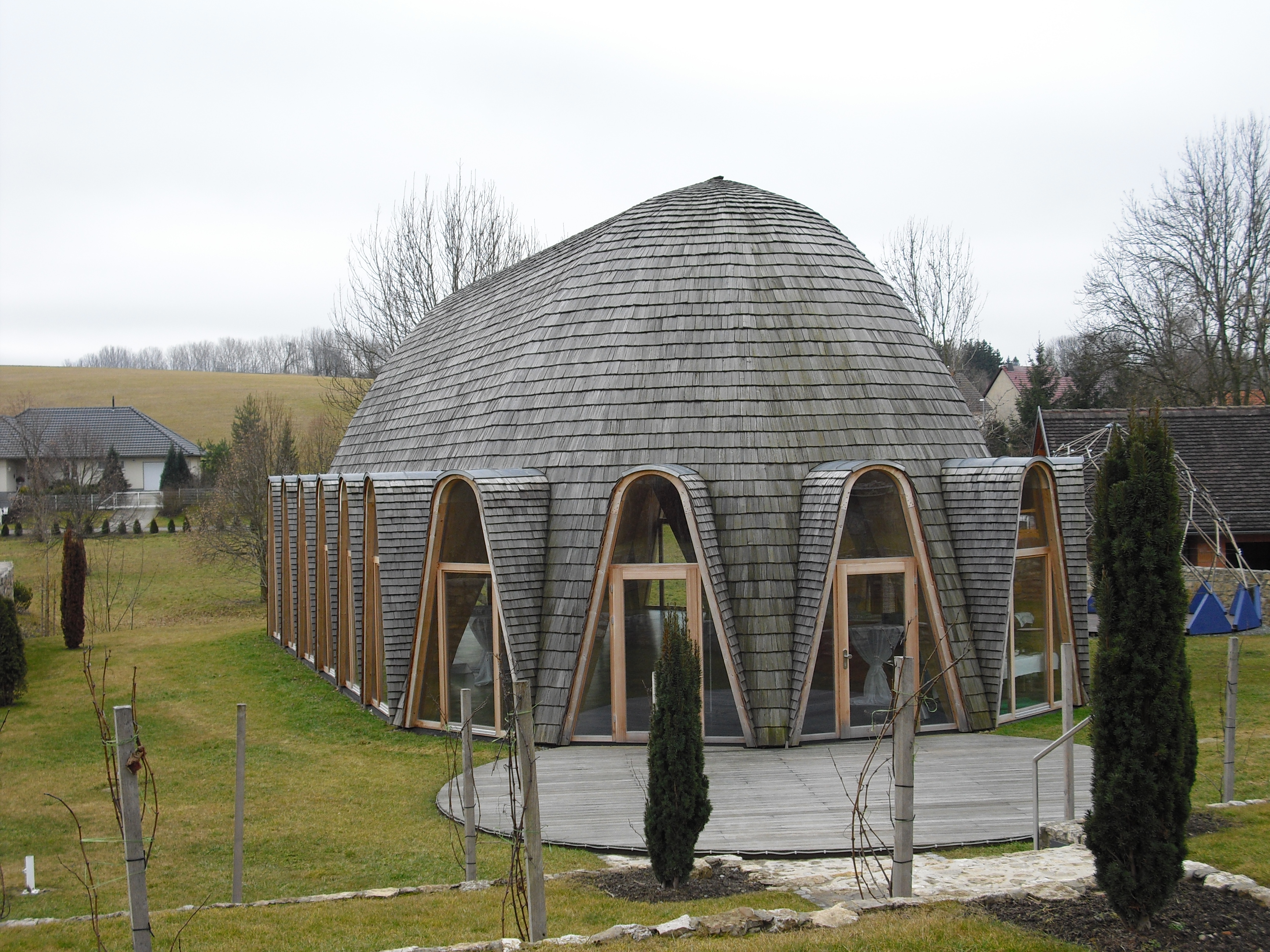
Варіант малоки